# Temple Grandin
Temple Grandin   (Boston, 29 d'agost de 1947) Mary Temple Grandin és una zoòloga, etòloga, dissenyadora d'escorxadors i professora de la Colorado State University Es va doctorar en Ciència Animal a la Universitat d'Illinois. A novembre de 2016, és professora de comportament animal a la Universitat de Colorado. A més, és autora de llibres com Thinking in Pictures i Interpretar als animals.
Grandin és àmpliament elogiada com una de les primeres persones amb espectre autista a compartir públicament punts de vista de la seva experiència personal d'autisme.
A més és la inventora de la "caixa d'abraçades", un dispositiu per calmar a aquells amb espectre autista.
És una gran defensora del benestar dels animals, sobretot dels animals explotats per la indústria ramadera. Ha reformat escorxadors i ranxos arreu dels Estats Units en defensa d'una vida i una mort significativament menys dolorosa. Considera que aquestes mesures contribueixen al fet que la indústria de l'explotació animal funcioni d'una manera "segura, eficient i rendible".
A causa de la seva condició d'autisme, considera que el pensament d'una persona amb aquesta condició és una espècie de baixador entre el pensament animal i l'humà. Això l'ha portat a realitzar experimentació i a aprofundir no només en l'etologia sinó també en la neuropsicologia.

## Algunes publicacions
- (actualitzada 1999) Behavioral Principles of Livestock Handling. Professional Scientist, diciembre de 1989 (p. 1–11). 1989
- Emergence: Labeled Autistic. amb Margaret Scariano, 1986, y 1991 ISBN 0-446-67182-7
- Factors That Impede Animal Movement at Slaughter Plants. J. of the Am. Veterinary Medical Assoc. 209 (4): 757-759. 1996
- Restraint of Livestock. Proc. Animal Behaviour Design of Livestock & Poultry Systems International Conference (p. 208-223). Publicó Northeast Regional Agric. Engineering Service. Cooperative Extension. 152 Riley – Robb Hall, Ithaca, New York. 1995.
- Euthanasia and Slaughter of Livestock. J. of Am. Veterinary Medical Assoc. 204: 1354-1360. 1994
- The Learning Style of People with Autism: An Autobiography. 1995. En Teaching Children with Autism : Strategies to Enhance Communication and Socializaion, Kathleen Ann Quill, ISBN 0-8273-6269-2
- Thinking in Pictures: Other Reports from My Life with Autism. 1996 ISBN 0-679-77289-8
- Developing Talents: Careers for Individuals with Asperger Syndrome and High-Functioning Autism. 2004 ISBN 1-931282-56-0
- Animals in Translation : Using the Mysteries of Autism to Decode Animal Behavior. amb Catherine Johnson. 2005 ISBN 0-7432-4769-8
- The Unwritten Rules of Social Relationships: Decoding Social Mysteries Through the Unique Perspectives of Autism. amb Sean Barron. 2005 ISBN 1-932565-06-X
- Livestock handling and transport. ISBN 978-1-84593-219-0. CABI, RU. 2007
- The Way I See It: A Personal Look At Autism And Aspergers. 2009
- Animals Make Us Human: Creating the Best life for Animals. amb Catherine Johnson 2009 ISBN 978-0-15-101489-7
- Improving animal welfare: a practical approach. ISBN 978-1-84593-541-2, CABI, RU. 2010
- The Autistic Brain: Thinking Across the Spectrum (amb Richard Panek, 2013) ISBN 978-0-547-63645-0
- Genetics and the Behavior of Domestic Animals, 2ª ed. (amb Mark Deesing, 2013), ISBN 978-0-12-394586-0
- Making slaughterhouses more humane for cattle, pigs, and sheep. Annual Review of Animal Biosci. 1: 491-512. 2013
- Cattle vocalizations are associated with handling and equipment problems at beef slaughter plants. Applied Animal Behaviour Sci. 71: 191-201, 2001